# Лулов, Григорий Николаевич
Григо́рий Никола́евич Лу́лов (родился в 1899 году, Рига, Российская империя — казнён 22 января 1940 года, Москва, РСФСР, СССР) — руководящий сотрудник ОГПУ — НКВД СССР, один из организаторов московских процессов. Майор госбезопасности (1937).

## Биография
Родился в Риге в семье приказчика Неуха Лулова из Докшиц. Член коммунистической партии с 1917 года. В ВЧК с 1919 года. В начале 1920-х годов на подпольной работе в Латвии, был арестован, освобождён по обмену. Работал в органах ОГПУ в Ленинграде (участвовал в следствии по делу известного хасидского раввина Й. И. Шнеерсона, знавшего семью Г. Н. Лулова в Риге), в секретно-политическом отделе ОГПУ-ГУГБ НКВД (сотрудник по поручениям, начальник отделения, помощник начальника отдела). Участник подготовки «московских процессов». До 2 июня 1937 начальник 10-го отделения 4-го отдела ГУГБ НКВД. С 2 июня 1937 сотрудник для особых поручений (на правах начальника отделения) 4-го отдела ГУГБ НКВД.
Арестован 1 декабря 1938. Включен в «сталинские списки» по 1-й категории (смертная казнь). Приговорен ВКВС СССР к высшей мере наказания 21 января 1940. Расстрелян 22 января 1940 года. Определением Верховного суда РФ от 2 сентября 2014 признан не подлежащим реабилитации.

### Звания
- 14 декабря 1935 — капитан ГБ;
- 5 ноября 1937 — майор ГБ.

### Награды
- 22 июля 1937 — орден Ленина.